# Colomesus asellus
Colomesus asellus, o baiacu-da-amazônia ou baiacu-amazonense, é uma espécie de baiacu pertencente a família Tetraodontidae, nativa da America do Sul, que vive exclusivamente em água doce.

## Etimologia
Colomesus – do grego antigo χωλóς (cholós), que significa "fisicamente defeituoso, aleijado" e μέσος (mésos), que significa "meio", presumivelmente em referência aos ossos frontais serem estreitos, não conectados à órbita, e com os pós-frontais alongados conectados aos pré-frontais.

Asellus – do latim asellus, que significa "pequeno burro".

## Distribuição geográfica
O baiacu-da-amazônia, Colomesus asellus (J. P. Müller & Troschel, 1849), é um peixe de água doce que ocorre em águas tropicais da Bacia do rio Amazonas, do Equador, Peru, Bolívia e Colômbia à Ilha do Marajó, no Brasil, incluindo os rios Marañon, Ucaiáli,
Putumayo, Caquetá, Apaporis, Solimões, Purus, Japurá, Negro, Juruá, Madeira, Tapajós, Guaporé, Xingu, Araguaia, Trombetas, Jari, Pará e Tocantins, Bacia do rio Orinoco, próximo a sua nascente, na Venezuela, e Bacia do Essequibo, na Guiana. 

## Morfologia
Colomesus asellus possui um corpo curto, placa dentária, em forma de bico, dividida por uma sutura mediana, abertura branquial reduzida e anterior à base da nadadeira peitoral, ausência de nadadeiras pélvicas ou raios espinhosos nas nadadeiras, nadadeiras dorsal e anal tipicamente de base curta, e ausência de costelas. Sua coloração é verde na parte superior, branca na parte inferior e apresenta faixas transversais pretas na superfície dorsal. Uma grande mancha preta distingue-se na parte inferior do pedúnculo caudal. Possui uma fileira transversal única de abas dérmicas no queixo (ausente em seus congêneres C. psittacus e C. tocantinensis). Também  pode ser diferenciado de C. tocantinensis por possuir 10 raios na nadadeira anal (C. tocantinensis tem 9); 11 raios na nadadeira dorsal (C. tocantinensis tem 10); um opérculo triangular (em C. tocantinensis é entalhado ventralmente, aparecendo como um V invertido); e coloração da base na porção dorsal do corpo amarelo-dourado (a de C. tocantinensis é amarelo-claro a pálido). C. asellus se distingue de C. psittacus por seu tamanho adulto menor (máximo de 128 mm de comprimento enquanto C. psittacus pode atingir 289 mm; possui entre 13-16 (vs. 17-19) raios na nadadeira peitoral (C. psittacus tem entre 17 e 19); e pela presença de 5 faixas escuras transversais dorsalmente no corpo (C. psittacus tem 6).  

## Ecologia
Dentre a família Tetraodontidae, apenas Colomesus tocantinensis (Amaral, Brito, Silva e Carvalho, 2013) e Colomesus asellus (J. P. Müller & Troschel, 1849) são encontrados exclusivamente em águas doces.
Habitat – C. asellus ocorre em bacias hidrográficas inferiores, médias e superiores, em habitats com bancos de areia, praias, lagos de várzea, margens com vegetação saliente e corredeiras de fluxo rápido sobre leitos rochosos, matacões e pedras, preferentemente em ambientes com altos níveis de oxigênio. É adaptável, penetrando em afluentes do alto Amazonas, mas também ocorre nas regiões do Amazonas e do delta do Orinoco, embora não tenda a ser encontrado em águas pretas muito ácidas. 
 Reprodução – a espécie não apresenta dimorfismo sexual aparente e é ovípara, com uma estratégia de desova diferente de outros peixes secundários de água doce da Amazônia, como scianídeos e engraulídeos e de outros tetraodontídeos de água doce, assemelhando-se à estratégia de caraciformes, siluriformes e tetraodontídeos marinhos, com alta fecundidade, ovos relativamente pequenos e ausência de cuidado parental. A desova ocorre principalmente durante as cheias, em locais específicos dos grandes afluentes às margens da foz de lagos de várzea ou de seus tributários, com as larvas pelágicas sendo transportadas passivamente para zonas de berçário em lagos de várzea ou igarapés, onde completam seu desenvolvimento, retornando aos canais dos rios quando as águas da enchente recuam. 